# Junonia kontinentalis
Junonia kontinentalis är en fjärilsart som beskrevs av Martin 1920. Junonia kontinentalis ingår i släktet Junonia och familjen praktfjärilar. Inga underarter finns listade i Catalogue of Life.